# Cho Hae-il
Pour les articles homonymes, voir Cho.
Cho Hae-il (hangeul : 조해일), né Cho Hae-ryong le 18 avril 1941 à Harbin et mort le 19 juin 2020, est un écrivain sud-coréen.   

## Biographie
Cho Hae-il est né à Harbin dans l'État du Mandchoukouo alors sous protectorat japonais. On lui a donné à la naissance le nom de Hae-ryong, qui signifie « dragon de mer ». Après la libération de la Corée de l'impérialisme japonais, sa famille décide de retourner à Séoul. Cinq ans plus tard, la guerre de Corée commence. Pendant la guerre, sa famille rejoint le flot de réfugiés qui se sont retirés à Busan, ne revenant ainsi à Séoul qu'en 1954, après la cessation des hostilités. Cho intègre le collège de Boseong où, de son propre aveu, il avait « les plus faibles résultats scolaires ». Au sein de cette école, il intègre le club d'écriture créative. En 1960, il assiste à la révolution d'avril, dont il dit avoir été à la fois très fier des réalisations des autres étudiants mais aussi honteux de sa non participation aux événements. 
En 1961, il entre à l'université Kyung Hee, où il se spécialise en littérature anglaise et rencontre Hwang Sun-won, l'un des plus grands écrivains en Corée du Sud. Diplômé en 1966, il effectue d'abord son service militaire obligatoire pendant deux ans. Après son service militaire, il débute dans l'écriture. Lorsque sa carrière d'écrivain a commencé à ralentir à la fin des années 1980, Cho débute alors une carrière dans l'enseignement de l'écriture à l'université Kyung Hee. Il s'est marié en 1972 et a un fils.

## Œuvre
Cho Hae-il a fait ses débuts littéraires avec L'homme qui meurt chaque jour (Maeil jungneun saram) qui a remporté le premier prix du Concours littéraire du printemps organisé par le journal Joong-ang Ilbo en 1970. Durant les années suivantes, il écrit de manière très prolifique, publiant au moins douze nouvelles ainsi que le roman Amérique (America) entre son premier récit et 1974. En 1976, Cho Hae-il publie La Femme de l'hiver (Gyeo-ul yeoja) qui parvient à obtenir un succès massif et fait de lui un écrivain populaire, même s'il estime lui-même que cette gloire était démesurée. De 1974 à 1986, Cho Hae-il a écrit régulièrement, à la fois des nouvelles et des romans en série. 
Les récits de Cho Hae-il se concentrent souvent sur les faiblesses des individus et des sociétés. Son récit Amérique raconte l'histoire d'un homme et de la société locale bouleversée par la présence des troupes américaines en Corée du Sud. Sa nouvelle Le masque de fer (Musoe tal) raconte l'histoire d'un couple en difficulté alors que la femme est battue, tandis que Les psychologues (Simnihakjadeul) explore les dynamiques de la violence dans les espaces resserrés comme les transports en commun. 

## Publications (sélection)
- 매일 죽는 사람 L'homme qui meurt chaque jour (1970)
- 아메리카 Amérique (1971)
- 순결한 전쟁 Une guerre blanche (1976)
- 무쇠탈 Le masque de fer (1998)
- 심리학자들 Les psychologues (1998)